# Iňa (přítok Obu)
Iňa (rusky Иня) je řeka v Kemerovské a v Novosibirské oblasti v Rusku. Je dlouhá 663 km. Plocha povodí měří 17 600 km².

## Průběh toku
Pramení v Kuzněcké kotlině a převážně protéká skrze ní. Ústí zprava do Obu.

### Přítoky
- zleva – Kasma, Ur, Bačat

## Vodní režim
Zdrojem vody jsou především sněhové srážky. Průměrný průtok vody u vesnice Kajly ve vzdálenosti 119 km od ústí činí 45,6 m³/s. Zamrzá na začátku listopadu a rozmrzá v polovině dubna.

## Využití
Řeka a její přítoky jsou na jaře splavné pro vodáky. Na řece leží města Leninsk-Kuzněckij, Togučin a při ústí Novosibirsk.